# Gert Willner
Gert Willner (* 16. April 1940 in Deutsch Gabel; † 23. März 2000 in Quickborn) war ein deutscher Politiker (CDU).

## Ausbildung und Beruf
Willner absolvierte zunächst eine Verwaltungsausbildung, die er als Diplom-Verwaltungswirt (FH) abschloss, und war dann im Ministerium des Landes Schleswig-Holstein als Referent tätig. Von 1974 bis 1992 war er Bürgermeister der Stadt Quickborn und gründete in dieser Funktion zusammen mit Felix Magath und Richard Jansen 1987 das Quickborner Kinderhilfswerk Kinder in Not. Er gehörte ehrenamtlich dem Präsidium und dem Rechtsausschuss des Deutschen Städte- und Gemeindebundes an. Nach seinem Ausscheiden aus dem Amt wurde Willner 1992 Geschäftsführer eines Verbandes von Wohnungsunternehmen. 1992 wurde er als Sachverständiger in die Enquete-Kommission „Kommunalverfassungsrecht des Landtages Schleswig-Holstein“ berufen; gleichzeitig gehörte er einer Expertenkommission zur Novellierung der Kommunalverfassung in Mecklenburg-Vorpommern an.

## Ehrenämter in der Politik
1974 trat Willner der CDU bei; ab 1981 war er Mitglied des Kreis- und ab 1991 Mitglied des Landesvorstandes der CDU Schleswig-Holstein. Von 1988 bis 1992 war er Landesvorsitzender der Kommunalpolitischen Vereinigung der CDU in Schleswig-Holstein; ab 1991 gehörte er auch dem Bundesvorstand an, zuletzt als stellvertretender Bundesvorsitzender. 1996 wurde er Kreisvorsitzender des CDU-Kreisverbandes Pinneberg.

## Abgeordneter im Deutschen Bundestag
1994 wurde Willner als Nachfolger der Abgeordneten Ingrid Roitzsch im Wahlkreis 007 (Pinneberg) mit einem Direktmandat in den Deutschen Bundestag gewählt. Dort gehörte er dem Ausschuss für Raumordnung, Wohnungswesen und Städtebau sowie dem Innenausschuss an. Er war stellvertretender Vorsitzender der Arbeitsgemeinschaft für Kommunalpolitik der CDU/CSU-Fraktion und Schriftführer. Nach seiner Wiederwahl 1998 saß er im Ausschuss für Verkehr, Bau und Wohnungswesen sowie in der Enquete-Kommission „Zukunft des bürgerlichen Engagements“. Als die Europäische Union zum 30. Juni 1999 endgültig den abgabefreien Warenverkehr („Duty Free“) verbot, konnte Willner den damaligen Bundesfinanzminister Theo Waigel davon überzeugen, die Insel Helgoland, die zu seinem Wahlkreis gehörte, aufgrund der Zollvereinbarung im völkerrechtlich bindenden Helgolandvertrag zwischen England und dem Deutschen Reich vom 1. Juli 1890 von diesem Verbot auszunehmen. Solche Handelsgeschäfte sind noch heute eine Haupteinnahmequelle der Insel.
Gert Willner starb 2000 nach langer, schwerer Krankheit; er ruht auf dem Waldfriedhof in Quickborn. Für ihn rückte Helmut Lamp in den Bundestag nach.